# 薩拉斯區 (薩拉斯區)
13°59′10″S 75°46′22″W / 13.9860°S 75.7729°W
薩拉斯區（西班牙語：Distrito de Salas）是秘魯的一個區，位於該國中南部伊卡大區的伊卡省，始建於1925年2月11日，面積651.7平方公里，海拔高度425米，2005年人口13,921，人口密度每平方公里21人。